# Лерский, Хельмар

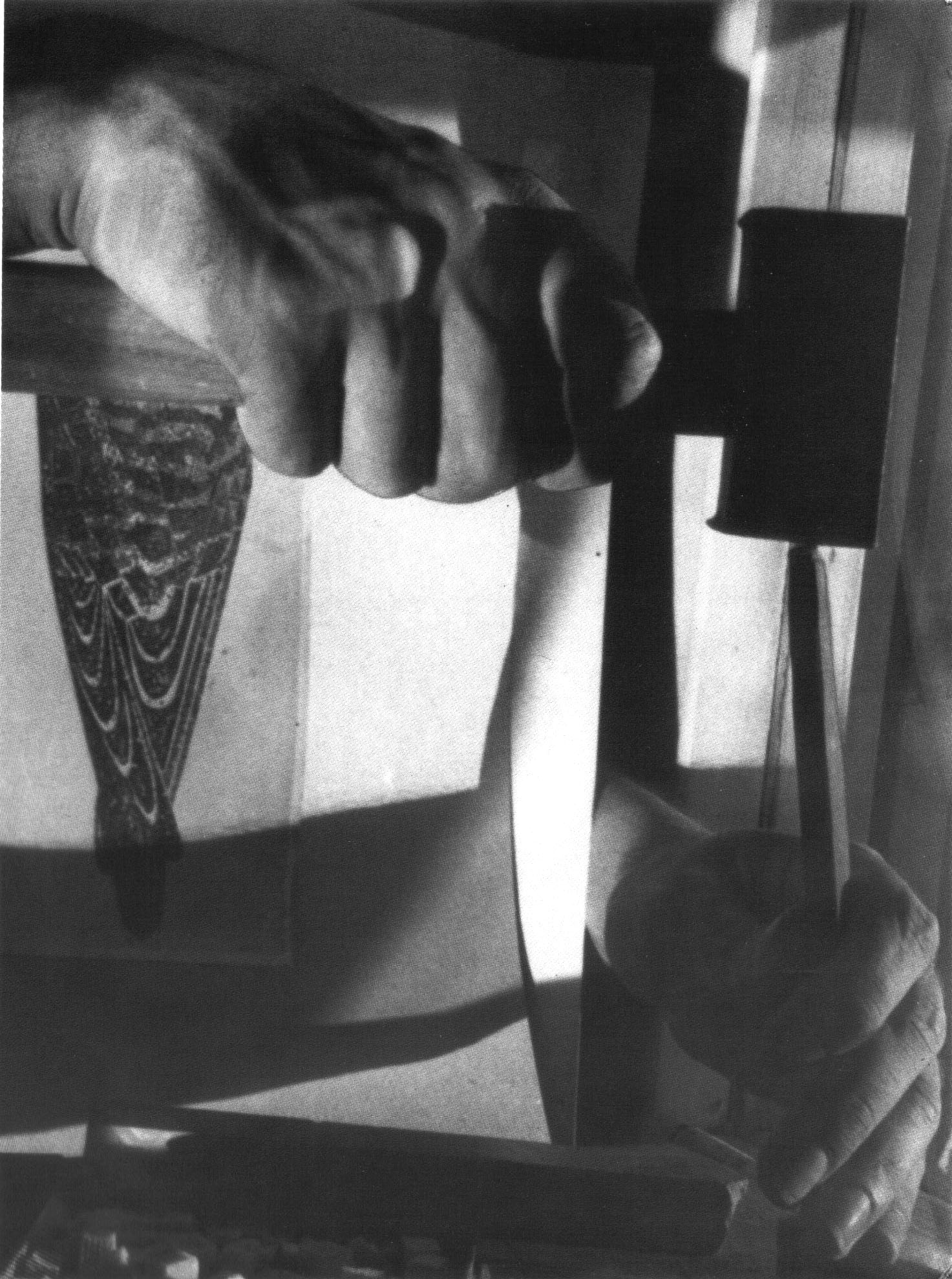
Рабочие руки (1933—1940)

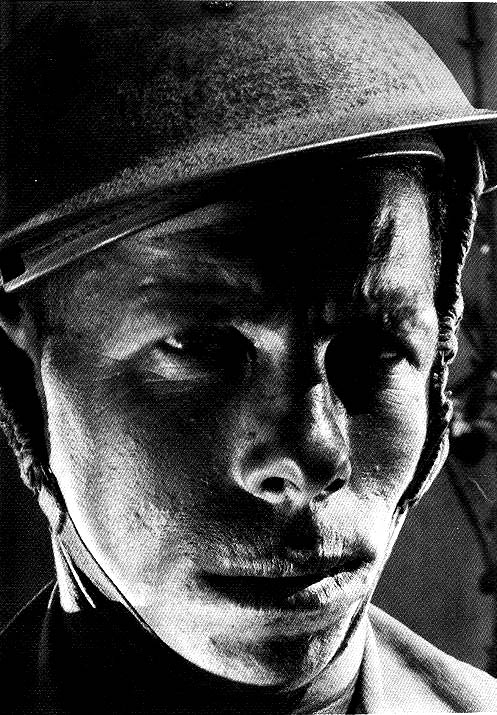
из серии «Еврейские солдаты» (1942—1943)

Хельмар Лерский (18 февраля 1871, Страсбург — 19 сентября 1956, Цюрих) — фотограф, заложивший некоторые важные основы современной фотографии. Его работы экспонируются в США, Германии, Израиле и Швейцарии. В основном, делал портреты и разрабатывал технику фотографии с зеркалами.
Его имя при рождении — Исраэль Шмуклерский.
В 1876 году семья переехала в Цюрих, Швейцария, где получила гражданство.
В 1888 году Лерский эмигрировал в США, где двадцать лет работал актёром.
В 1910 года он начал фотографировать.
В 1915 году он вернулся в Европу и работал оператором и экспертом по спецэффектам во многих фильмах, в том числе в "Метрополисе " Фрица Ланга.
В конце 1920-х годов Лерский уже известен как фотограф-портретист-авангардист.
В 1932 году Лерский эмигрировал со своей второй женой в Подмандатную Палестину, где продолжил работать фотографом, оператором и кинорежиссёром. 22 марта 1948 года они снова переселились в Цюрих.

## Фотоработы
Фирменный стиль портрета Лерского—крайне необычный для Америки того времени: контрастный свет, как способ убрать всё индивидуальное, необычное и подчеркнуть наиболее общее, архетипическое.
В Подмандатной Палестине Лерский создал свои знаменитые иудейские портреты. Альберт Эйнштейн стал впоследствии автором предисловия к каталогу Лерского «Образы евреев».
- Серия Köpfe des Alltags: 1928—1930, опубликовано в 1931 году.
- Серия Metamorphosen: 1936, опубликовано в 1982 году.

## Избранная фильмография
Лерский был человеком мультимедийного сознания, внес множество новаций и в кинематограф. Его фильмы («Авода», «Адама») ставились ведущими критиками в один ряд с "Броненосцем «Потемкина» Сергея Эйзенштейна и «Триумфом воли» Лени Риффеншталь.
Когда самой страны Израиль ещё не было, Лерский был оператором документального фильма «Авода» («Работа», 1935) о первых еврейских поселенцах. В этой ленте Лерский создал портрет нового человека, строителя страны, особенно эффектно смотрелось когда в просвете между ног верблюда камера снимала строящийся Тель‑Авив.
Оператор фильмов:
- Когда мертвые говорят (1917)
- Мария Павловна (1919)
- Дети тьмы (1921)
- Лжедмитрий (1922)
- Умирающая нация (1922)
- Инге Ларсен (1923)
- Новая Земля (1924)
- Парик (1925)
- Священная гора (1926)
- Адама (1948)

## Публикации
- Lerski, H.: Köpfe des Alltags, Berlin: Verlag Hermann Rockendorf, 1931.
  - Ebner, F.: Metamorphosen des Gesichts. Die «Verwandlungen durch Licht» von Helmar Lerski. Steidl Verlag, Göttingen 2002. ISBN 3-88243-808-8.
- Eskildsen, U. (ed.); Lerski, H.: Verwandlungen durch Licht. Metamorphosis through Light,, Freren: Luca, 1982.
- Eskildsen, U.; Horak, J.-C.: Helma Lerski, Lichtbildner. Fotografien und Filme 1910—1947, Folkwang Essen 1982.